# Rustaq, Afganistan
Rustaq   este un oraș  partea nord- estică a Afganistanului. Este reședința districtului omonim din provincia Tahar. 